# マウリシオ・グージェルミン
マウリシオ・グージェルミン（Maurício Gugelmin, 1963年4月20日 - ）は、ブラジル出身の元レーシングドライバー。サンタ・カタリナ州ジョインヴィレ生まれ、パラナ州クリチバ市育ち。1985年のイギリス・フォーミュラ3選手権チャンピオン。

## 経歴

### 生い立ち
スーパーマーケットをチェーン展開する実業家の父の下、裕福な家庭で育った。イタリア移民3世である。ジョインビレで生まれ、3か月後に家族でクリチバへ転居した。
6歳のときに兄が使い古した8馬力のミニフォーミュラカーを譲ってもらい運転を覚えた。8歳で初めてカートレースに出場するとすぐに大会で優勝する。1975年、12歳で125ccのカートにステップアップし、以後5年で7つのブラジル地方選手権タイトルを獲得。1980年にブラジル・カートチャンピオンを獲得した。

### 四輪レースデビュー
1981年にブラジル・フォーミュラ・フィアットで四輪レースに進出し、その初年度でチャンピオンとなる。親友であり先に渡英してレース活動していたアイルトン・セナの勧めもあり、将来のフォーミュラ1参戦を目指して1982年に18歳でイギリスへ渡る。イギリスでの初年度にブリティッシュ・フォーミュラ・フォード1600で優勝13回、PP11回、コースレコード更新7回という圧勝でシリーズチャンピオンを獲得。1984年にはヨーロッパ・フォーミュラ・フォード2000でチャンピオンを獲得するなど、実績を積み上げる。
イギリスでは同郷出身のフィアンセでありパートナーのステラ・マリス（Stela Maris Bocutti）と共に英語の完全なマスターに努力した。ロンドンでは競馬のステイタスが高く、社交の場ともなっていた。競馬場以外で友人を作るのは難しいとステラが感じていたため、新たな友人を作るために競馬場でクリチバとは違う文化や生活リズムを見て現地に馴染むようになった。

### フォーミュラ3
1985年にイギリスF3選手権にステップアップ。名門ウエストサリー・レーシングのラルト・RT30を駆りシーズン3勝を挙げ、アンディ・ウォレス（3勝）、ラッセル・スペンス（4勝）とのチャンピオン争いを制しタイトルを獲得。シーズン後のマカオグランプリF3では、2ヒート制の両ヒートを制しての完全優勝で制覇、F3を1年で卒業する。ここまでは先輩・親友であるセナと同じ成長過程をたどった。

### 国際F3000選手権
1986年よりF1直下カテゴリーの国際F3000にチームと共にステップアップ。メインスポンサーには当時JPS・チーム・ロータスのエースとして所属していたセナの助力によりJPSたばこの支援が付き、グージェルミンのマシンはF1チーム・ロータスと同じく黒とゴールドのJPSカラーに塗られた。ただし、イギリスF3を主戦場としてきたウエストサリー・レーシングと共にステップアップした体制は、チームにF3000マシンで戦うセッティングデータに乏しくシーズンを通して苦戦。最高位4位（ランキング12位）と同年は思うような結果を残せなかった。
1987年、国際F3000参戦2年目の開幕を前に5年交際していたフィアンセのステラと入籍し、イギリスのイーシャーに住居を構えて参戦体制の充実を図った。所属チームもこれまでF2およびF3000でのタイトル歴豊富なラルトに移籍し、ロベルト・モレノのチームメイトとしてブラジリアン・コンビとなった。開幕戦シルバーストンでF3000初優勝を達成、続く第2戦ヴァレルンガでも3位表彰台と好調なスタートとなったが、チームメイトのモレノやマールボロ・オニクスのステファノ・モデナも好結果を続け、第7戦まですべて違う優勝者が出るという激戦となった。グージェルミンは中盤以後も2度の2位表彰台を獲得していたが、終盤連続ノーポイントが響きチャンピオンはモデナに奪われ、シーズンランキング4位となった。
同年の10月、F1日本グランプリの初日に翌年からのF1レギュラー契約を結んだことがレイトンハウス・マーチから発表された。当初マーチF1の2台目に乗る最有力候補はグージェルミンではなかったが、国際F3000でラルト・ホンダに乗っておりホンダに好印象を与えていたこと (マーチに搭載されるジャッドCVエンジンはホンダをベースに開発された)、「親友」セナからもホンダにグージェルミンの能力を推薦する助言があった事、ホンダとレイトンハウスが非常に近しい良好な関係だったことでレイトンハウスがこの話をアレンジし、契約交渉が急速にまとまった。また、グージェルミンにはブラジルのスポンサーが複数ついていたが、このマーチ加入に関してはチームへのスポンサー持参金なしであるとも表明された。
1988年3月20日にイモラで行われた開幕前合同テストでマーチ・881に乗ると、「素晴らしく速いコーナリング進入が可能なマシンだ。実は去年日本の富士でウィリアムズ・ホンダにちょっと乗れる機会があったんだけど、コーナリング中のフィールはこの881の方がすごいよ。」とF1デビューへの期待を述べた。

### フォーミュラ1

#### マーチ（レイトンハウス）時代
1988年
1988年シーズンの開幕戦ブラジルGPにて、イヴァン・カペリのチームメイトとしてマーチからF1デビューを果たした。この年のマーチ・881は、ノンターボながら度々光る走りを見せ、ベネトン・B188と共にNAエンジン勢の中心チームだった。
開幕当初はマシンの信頼性が低く、開幕から6戦のうち5戦でマシントラブルによるリタイアを喫したが、それ以降はシーズン終了までの10戦のうち7戦で完走を果たした。スピンないしクラッシュでリタイアしたのは第11戦ベルギーGPと第16戦オーストラリアGPの2度だけであり、後者は中嶋悟に追突されたアクシデントだった。
シーズン後半は予選・決勝を通じて上位を走行し、第8戦イギリスGPで4位入賞し初ポイントを獲得、第10戦ハンガリーGPで5位に入賞、計5ポイントを獲得してドライバーズランキング13位となった。また第13戦ポルトガルGPでは、予選で自身ベストとなる5番手グリッドを獲得した。
1989年
地元開催の開幕戦ブラジルGPでは予選12位から追い上げ、3位表彰台を獲得。第7戦フランスGPでは、スタート直後に大クラッシュに巻き込まれマシンが横転するが、再スタートとなったレースでは快走を見せ、F1で自身唯一のファステストラップを記録（ただし、規定周回不足により完走扱いにはならなかった）。
しかしCG891は空力のセッティング変更に対し過敏であり、信頼性も低いマシンに悩まされリタイヤも多かった結果、同年の入賞は旧型881で走ったブラジルGPのみとなった（4ポイントでランキング16位）。また、9度のリタイアと1度の予選落ちを喫した。
1990年
マーチのメインスポンサーであったレイトンハウスが前年にチームを買収したことで、この年よりコンストラクター名がレイトンハウスとなる。この年のマシン「CG901」は前年以上に路面変化に対して神経質な特性を持ち、特にバンピーな路面に弱かった。第2戦ブラジルGP・第6戦メキシコGPでは、カペリと揃っての予選落ちを喫したが、どちらもシリーズ有数の路面の荒れたサーキットであった。マシンの不振のためデザイナーのエイドリアン・ニューウェイが解任されチームを離れた。
予選で惨敗したメキシコGP直後の第7戦フランスGPでは、チームが改良型のマシン「CG901B」を用意。加えて、スムーズな路面のポール・リカールでの開催であったこと、決勝レースでのタイヤ無交換作戦がはまったこともあり、カペリがトップを走行、グージェルミンも続いて2位を走行しレイトンハウスの1-2体制でレースをリード。フェラーリのアラン・プロスト、マクラーレンのゲルハルト・ベルガーらの追撃をしのいだ。最終的には、元々信頼性に難があったジャッドエンジンが限界に達し、プロストに抜かれたところでブローしリタイアとなったが、久々の表舞台への登場となった。その後、第11戦ベルギーGPで6位に入賞している。
1991年

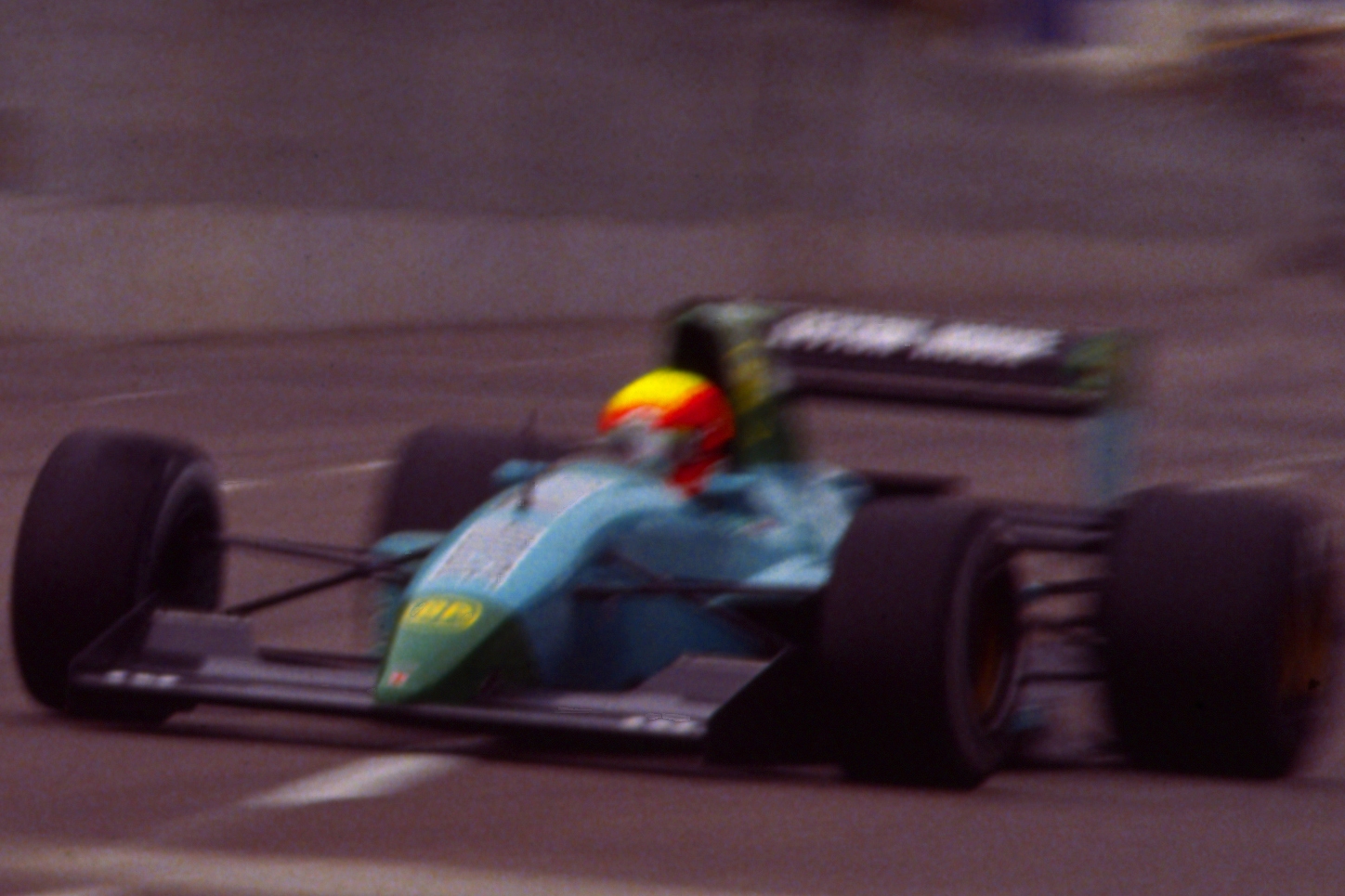
1991年アメリカGP

レイトンハウスから4年目の参戦。第2戦ブラジルGPでは、地元で予選8位につけ期待を集めたが、決勝直前のウォームアップで車内の消火器が噴射し、足に火傷を負い、最終的には痛みに耐え切れず序盤で棄権した。他にも時折7〜9位といった上位グリッドに付け、決勝でも7位3回・8位1回を記録したが、結局年間ノーポイントで終了した。
前年途中のニューウェイ解雇以後のレイトンハウスは、マシンの戦闘力が前年以上に低下し、カペリと共にリタイアを続けた。9月になるとチームの経営母体であるレイトンハウスの代表である赤城明が富士銀行不正融資事件に関係し逮捕され、チームへの資金の流れがストップ。資金難に陥り、長期契約のはずだったイルモアエンジンとの契約打ち切りが決まるなど、チームの将来は急速に不安定になった。同年のグージェルミンはブラジル企業を中心とした個人スポンサーからの支援があり、その額は年間500万ドルと高額の資金があるため他チームからのオファーは多く、翌年に向けティレルと交渉し有力候補となるが、好成績を出していた新興ジョーダン・グランプリのシートが空くことになった。ジョーダンにはレイトンハウスで共に戦ったチームマネージャーイアン・フィリップスがすでに移籍していたこともあり、ティレルとの交渉を打ち切りジョーダンに絞って移籍準備が進められた。

#### ジョーダン時代
1992年
ジョーダン・ヤマハに移籍。前年、F1初年度ながら好成績を挙げたチームであったが、軽量なV8エンジンからV12エンジンのOX99にエンジンを変更したことがこの年のマシン192ではマイナスに働き、放熱対策に追われて速さが無く、チームは二年目のジンクスに陥る。チームメイトのステファノ・モデナが4度予選落ちを喫したのに対し、予選落ちこそ無かったものの、グリッドは毎回下位に沈んだ。決勝ではモデナが最終戦でかろうじて6位入賞を1回記録したが、グージェルミンは16戦中11戦リタイア、最高位11位の成績でノーポイントに終わった。最終戦オーストラリアGPでは、ブレーキトラブルから激しいクラッシュを起こすという形でリタイアした。結局グージェルミン、モデナの二人ともにこの年を最後にF1シートを失う結果となり、チームとヤマハの複数年契約もこの1年のみで解消。チームにとってもドライバーにとっても最悪のシーズンとなった。

### CART時代
レギュラーシートを求めて1993年からカテゴリーをチャンプカー（CART）に移す。
1993年シーズン終盤にシートを得てシリーズにデビュー後、1994年にチップ・ガナッシ・レーシングに移籍しフル参戦開始。1995年よりブルース・マッコウのパックウェスト・レーシングチームに移籍し、長く参戦した。パックウェストでは同じく元F1ドライバーのマーク・ブランデルをチームメイトとした。1996年まではレース結果に浮き沈みが大きかったが、1997年のバンクーバーでCARTキャリア唯一となる勝利を記録。同年はシーズンランキング4位とキャリアハイになった。またカリフォルニア・スピードウェイで行われたラウンドの予選で、1周の平均時速で240.942マイル（387.7586km）を記録し、公式自動車レースの中の1周における最高速度記録を樹立した（この記録は2000年に同じカリフォルニアで、241.428マイル（388.5407km）という新記録を樹立したジル・ド・フェランによって破られた）。
1994年7月、グージェルミン夫妻の間に双子の男の子が誕生し、ベルナルドとジュリアーノと名付けたが、ジュリアーノは先天的な四肢麻痺と脳性麻痺をもって生まれ、24時間の介護が必要となった。そのために夫妻は医学的な学習をし、脳や骨の成長について専門家になった。そしてジュリアーノのためにフロリダ州マイアミに必要な医療機器やエレベーターを備えたバリアフリーの家を設計した。2000年には三男となるガブリエルが誕生した。
2001年、長年闘病していた息子・ジュリアーノが死去。その際には、1戦を欠場した。そして翌2002年の開幕を前にレーサー引退を表明した。

### 引退後
アメリカに住み、植林事業を営んでいる。

## エピソード
- 身長は180cm、体重80kgとレーサーとしては巨漢であり、愛称はビッグ・モー（Big Mo）と呼ばれる。シーズン開幕時に公表されていた体重測定では毎年ナイジェル・マンセルと共に最重量クラスの数値であった。そのためイヴァン・カペリに合わせてエイドリアン・ニューウェイがタイトなつくりで設計したマーチ・881ではコクピットに収まるのに苦労をした。
- 体力があり、F1で初めて表彰台に立ったブラジルGPでは高温のため優勝したナイジェル・マンセルは汗だくであったが、隣でグージェルミンは全く疲れた様子を見せなかった。
- 3歳年上のアイルトン・セナと非常に仲の良いことで知られた。1978年にブラジルのカート選手権でグージェルミンは125ccカートチャンピオンとなり、スポンサーが付いて大きなトランスポーターで会場入りしていたが、当時セナは自家用車の屋根にカートを乗せて一人でその上げ下ろしをしていた。それを見たグージェルミンが「方角が同じだし僕のトランスポーターに載せていこうよ」と声をかけたのがきっかけで、以降はセッティングの話など気が合い親友となった[12]。セナは約1年先に渡英し、1982年にグージェルミンがイギリスへ渡った当初は同じ部屋でルームメイトだった。2人ともF1に乗るようになった後もモナコのガードレールに何cmまで近付いたかを自慢し合うなど良好な関係性は変わらなかった。
- 1982年から交際し夫人となったステラ・マリスは、ヨーロッパに渡って以後のグージェルミンのレースにすべて帯同し、レーススタート直前までマネージャーを兼ねた細かなサポートで支えた。メディアからの取材をステラが受けることもあり[3]、ホンダF1監督の後藤治はステラのファンだった[13]。
- CART時代は、「クラッシュの際のマシンと身体への衝撃を調べる」という大学の研究に協力。身体に複数の器具を付けたままレースを行っていた。
- 臨死体験についての書籍の中で、1989年フランスGPでの事故が紹介されたことがある。この中でグージェルミンは、事故の瞬間にスローモーションに感じたと語っている。
- 機械いじりが好きで理論派としても知られ、プライベートでは自身の持つ乗り物のほとんどに手を加え、改造していた。このため、ドライバーとしての速さとともにメカニカル面の知識から開発能力の高さも売りとしていた。自身では「レーシングカート時代に、ホイールベースが1cm違いのシャシーを12台載せてテストに向かい、タイヤも32種類の違うコンパウンドを組み合わせて1時間のテストでセッティングを完成させる訓練をしていた。これで限られた時間でマシン全体のバランスを把握する能力が養われたと思う。」と述べている[12]。
- 自身の公式サイトで、自身にとって最も印象に残っているレースとして、1997年のCARTバンクーバーでの優勝と同年のフォンタナにおける最高速度の世界記録の樹立を、最も驚いた瞬間として1989年F1フランスGPスタート直後の事故を挙げている。

### グージェルミン一家
グージェルミンの家系はマウリシオの曽祖父の代から車好きの一族を成しており、マウリシオ・グージェルミンの父、アルセウ・グージェルミン（Alceu Gugelmin）は地元ではクラシックカーのコレクターとして有名な人物の一人である。
その3人の息子たちも、幼い頃からそんな家庭で育ったために早くから車に興味を示すようになり、末っ子だったマウリシオは特に車への関心が高く8歳の時にすでに車の運転を覚えていた、と、後にマウリシオ本人やアルセウらが語っている。
レースから引退して後、出身地であるクリチバ市内にある自動車博物館に、マウリシオ・グージェルミンについての常設展示としてCART時代の写真や最高速度記録を樹立した時の写真パネルなどが展示された。この博物館には設立当時、グージェルミンの一家が所蔵していた15台のコレクションからその内の14台が寄贈されている。

## レース戦績

### イギリス・フォーミュラ3選手権
| 年     | チーム                     | シャーシ    | エンジン | クラス | 1     | 2     | 3     | 4     | 5     | 6     | 7     | 8       | 9     | 10    | 11    | 12    | 13    | 14    | 15    | 16    | 17    | 18    | 順位 | ポイント |
| ------ | -------------------------- | ----------- | -------- | ------ | ----- | ----- | ----- | ----- | ----- | ----- | ----- | ------- | ----- | ----- | ----- | ----- | ----- | ----- | ----- | ----- | ----- | ----- | ---- | -------- |
| 1985年 | ウェストサリー・レーシング | ラルト RT30 | VW       | A      | SIL 3 | THR 3 | SIL 4 | THR 4 | DON 2 | ZOL 4 | THR 7 | THR Ret | SIL 1 | BRH 3 | SIL 3 | DON 3 | SNE 2 | OUL 2 | SIL 5 | SPA 7 | ZAN 1 | SIL 1 | 1位  | 84       |

- 太字はポールポジション、斜字はファステストラップ。(key)

### 国際F3000選手権
| 年     | チーム                         | シャーシ     | エンジン       | 1      | 2     | 3       | 4       | 5       | 6       | 7       | 8     | 9      | 10     | 11    | 順位 | ポイント |
| ------ | ------------------------------ | ------------ | -------------- | ------ | ----- | ------- | ------- | ------- | ------- | ------- | ----- | ------ | ------ | ----- | ---- | -------- |
| 1986年 | JPS ウェストサリー・レーシング | マーチ・86B  | コスワース DFV | SIL 14 | VLL 4 | PAU DNS | SPA 7   | IMO Ret | MUG DNQ | PER Ret | ÖST 8 | BIR 14 | BUG 9  | JAR 6 | 13位 | 4        |
| 1987年 | ラルト・レーシング             | ラルト・RT21 | ホンダ・RA387E | SIL 1  | VLL 3 | SPA Ret | PAU Ret | DON Ret | PER Ret | BRH 2   | BIR 3 | IMO 7  | BUG 10 | JAR 2 | 4位  | 29       |

### マカオグランプリ
| 年     | チーム                     | 車両                              | 予選順位 | 予選タイム | 決勝周回 | 決勝合計タイム | LEG1 | LEG2 | 総合順位 |
| ------ | -------------------------- | --------------------------------- | -------- | ---------- | -------- | -------------- | ---- | ---- | -------- |
| 1985年 | ウエストサリー・レーシング | ラルト・RT30 / フォルクスワーゲン | PP       | 2:23.19    | 27       | 1:05:17.080    | 1    | 1    | 1位      |
| 1986年 | ウエストサリー・レーシング | ラルト・RT30 / フォルクスワーゲン | 6        | 2:23.48    | 30       | 1:12:36.300    | 3    | 3    | 2位      |
| 1987年 | ウエストサリー・レーシング | ラルト・RT31 / アルファロメオ     | 8        | 2:26.48    | 20       | 49:17.470      | 5    | C    | 5位      |

- 1987年は台風接近の影響を受け決勝1ヒート制で開催された。

### F1
| 年     | 所属チーム     | シャシー | 1       | 2       | 3       | 4       | 5       | 6       | 7       | 8       | 9       | 10      | 11      | 12      | 13      | 14      | 15      | 16      | WDC       | ポイント |
| ------ | -------------- | -------- | ------- | ------- | ------- | ------- | ------- | ------- | ------- | ------- | ------- | ------- | ------- | ------- | ------- | ------- | ------- | ------- | --------- | -------- |
| 1988年 | マーチ         | 881      | BRA Ret | SMR 15  | MON Ret | MEX Ret | CAN Ret | DET Ret | FRA 8   | GBR 4   | GER 8   | HUN 5   | BEL Ret | ITA 8   | POR Ret | ESP 7   | JPN 10  | AUS Ret | 13位      | 5        |
| 1989年 | マーチ         | 881      | BRA 3   | SMR Ret |         |         |         |         |         |         |         |         |         |         |         |         |         |         | 16位      | 4        |
| 1989年 | マーチ         | CG891    |         |         | MON Ret | MEX DNQ | USA Ret | CAN Ret | FRA NC  | GBR Ret | GER Ret | HUN Ret | BEL 7   | ITA Ret | POR 10  | ESP Ret | JPN 7   | AUS 7   | 16位      | 4        |
| 1990年 | レイトンハウス | CG901    | USA 14  | BRA DNQ | SMR Ret | MON DNQ | CAN DNQ | MEX DNQ | FRA Ret | GBR DNS | GER Ret | HUN 8   | BEL 6   | ITA Ret | POR 12  | ESP 8   | JPN Ret | AUS Ret | 18位      | 1        |
| 1991年 | レイトンハウス | CG911    | USA Ret | BRA Ret | SMR 12  | MON Ret | CAN Ret | MEX Ret | FRA 7   | GBR Ret | GER Ret | HUN 11  | BEL Ret | ITA 15  | POR 7   | ESP 7   | JPN 8   | AUS 14  | NC (25位) | 0        |
| 1992年 | ジョーダン     | 192      | RSA 11  | MEX Ret | BRA Ret | ESP Ret | SMR 7   | MON Ret | CAN Ret | FRA Ret | GBR Ret | GER 15  | HUN 10  | BEL 14  | ITA Ret | POR Ret | JPN Ret | AUS Ret | NC (23位) | 0        |

- 太字はポールポジション、斜字はファステストラップ。(key)

### アメリカン・オープンホイール
(太字はポールポジション)

#### CART
| 年     | チーム                         | シャーシー      | エンジン                       | 1      | 2      | 3      | 4       | 5      | 6      | 7      | 8      | 9      | 10     | 11     | 12     | 13     | 14     | 15     | 16     | 17     | 18     | 19     | 20     | 21     | 順位 | ポイント | Ref    |
| ------ | ------------------------------ | --------------- | ------------------------------ | ------ | ------ | ------ | ------- | ------ | ------ | ------ | ------ | ------ | ------ | ------ | ------ | ------ | ------ | ------ | ------ | ------ | ------ | ------ | ------ | ------ | ---- | -------- | ------ |
| 1993年 | ディック・サイモン・レーシング | ローラ・T93/00  | フォード コスワース・XB V8t    | SRF    | PHX    | LBH    | INDY    | MIL    | DET    | POR    | CLE    | TOR    | MCH    | NHM    | ROA    | VAN    | MID 21 | NZR 24 | LS 13  |        |        |        |        |        | 37位 | 0        | [ 14 ] |
| 1994年 | チップ・ガナッシ・レーシング   | レイナード・94I | フォード コスワース・XB V8t    | SRF 6  | PHX 15 | LBH 7  | INDY 11 | MIL 15 | DET 8  | POR 30 | CLE 8  | TOR 20 | MCH 15 | MID 25 | NHS 14 | VAN 5  | ROA 19 | NZR 10 | LS 22  |        |        |        |        |        | 16位 | 39       | [ 15 ] |
| 1995年 | パックウェスト・レーシング     | レイナード・95I | フォード コスワース・XB V8t    | MIA 2  | SRF 4  | PHX 13 | LBH 5   | NZR 17 | INDY 6 | MIL 14 | DET 15 | POR 7  | ROA 24 | TOR 12 | CLE 23 | MCH 11 | MID 6  | NHS 11 | VAN 20 | LS 3   |        |        |        |        | 10位 | 80       | [ 16 ] |
| 1996年 | パックウェスト・レーシング     | レイナード・96I | フォード コスワース・XB V8t    | MIA 26 | RIO 25 | SRF 4  | LBH 15  | NZR 15 | 500 2  | MIL 15 | DET 16 | POR 16 | CLE 21 | TOR 12 | MCH 3  | ROA 26 | MID 21 | VAN 24 | LS 5   |        |        |        |        |        | 14位 | 53       | [ 17 ] |
| 1997年 | パックウェスト・レーシング     | レイナード・97I | メルセデス・ベンツ・IC108D V8t | MIA 6  | SRF 17 | LBH 2  | NZR 9   | RIO 22 | GAT 6  | MIL 5  | DET 16 | POR 6  | CLE 15 | TOR 6  | MIC 6  | MID 7  | ROA 2  | VAN 1  | LS 9   | FON 4  |        |        |        |        | 4位  | 132      | [ 18 ] |
| 1998年 | パックウェスト・レーシング     | レイナード・97I | メルセデス・ベンツ・IC108D V8t | MIA 10 | MOT 20 | LBH 10 |         |        |        |        |        |        |        |        |        |        |        |        |        |        |        |        |        |        | 15位 | 49       | [ 19 ] |
| 1998年 | パックウェスト・レーシング     | レイナード・98I | メルセデス・ベンツ・IC108D V8t |        |        |        | NZR 17  | RIO 9  | GAT 16 | MIL 21 | DET 19 | POR 7  | CLE 20 | TOR 12 | MCH 13 | MID 4  | ROA 19 | VAN 6  | LS 27  | HOU 18 | SRF 12 | FON 5  |        |        | 15位 | 49       | [ 19 ] |
| 1999年 | パックウェスト・レーシング     | レイナード・99I | メルセデス・ベンツ・IC108E V8t | MIA 11 | MOT 7  | LBH 14 | NZR 18  | RIO 22 | GAT 18 | MIL 8  | POR 25 | CLE 21 | ROA 12 | TOR 14 | MCH 22 | DET 24 | MID 20 | CHI 19 | VAN 4  | LS 11  | HOU 6  | SRF 26 | FON 6  |        | 16位 | 44       | [ 20 ] |
| 2000年 | パックウェスト・レーシング     | レイナード・2KI | メルセデス・ベンツ・IC108F V8t | MIA 16 | LBH 10 | RIO 21 | MOT 22  | NZR 2  | MIL 11 | DET 16 | POR 19 | CLE 10 | TOR 15 | MCH 13 | CHI 7  | MID 20 | ROA 17 | VAN 21 | LS 7   | GAT 19 | HOU 23 | SRF 10 | FON 17 |        | 17位 | 39       | [ 21 ] |
| 2001年 | パックウェスト・レーシング     | レイナード・01I | トヨタ・RV8F V8t               | MON 15 | LBH 22 | TEX C  | NZR DNP | MOT 12 | MIL 10 | DET 10 | POR 20 | CLE 10 | TOR 7  | MCH 15 | CHI 22 | MID 14 | ROA 23 | VAN 15 | LAU 16 | ROC 20 | HOU 20 | LS 16  | SRF 24 | FON 20 | 24位 | 17       | [ 22 ] |

#### インディ500
| 年     | シャーシ        | エンジン           | スタート | フィニッシュ | チーム                       |
| ------ | --------------- | ------------------ | -------- | ------------ | ---------------------------- |
| 1994年 | レイナード・94I | コスワース・XB V8t | 28       | 11           | チップ・ガナッシ・レーシング |
| 1995年 | レイナード・95I | コスワース・XB V8t | 6        | 6            | パックウェスト・レーシング   |